# Élections législatives de 2022 dans l'Ariège
Les élections législatives françaises de 2022 se déroulent les 12 et 19 juin 2022. Dans l'Ariège, deux députés sont à élire dans le cadre de deux circonscriptions.

## Contexte

### Présidentielle de 2022
| Circonscription | 1er tour | 1er tour | 1er tour  |         | 2d tour | 2d tour |
| Circonscription | Macron   | Le Pen   | Mélenchon | Macron  | Le Pen  |         |
| --------------- | -------- | -------- | --------- | ------- | ------- | ------- |
| Circonscription |          |          |           |         |         |         |
| 1re             | 19,52 %  | 22,93 %  | 27,39 %   | 52,91 % | 47,09 % |         |
| 2e              | 19,87 %  | 24,89 %  | 24,84 %   | 49,43 % | 50,57 % |         |

## Système électoral
Les élections législatives ont lieu au scrutin uninominal majoritaire à deux tours dans des circonscriptions uninominales.
Est élu au premier tour le candidat qui réunit la majorité absolue des suffrages exprimés et un nombre de voix au moins égal au quart (25 %) des électeurs inscrits dans la circonscription. Si aucun des candidats ne satisfait ces conditions, un second tour est organisé entre les candidats ayant réuni un nombre de voix au moins égal à un huitième des inscrits (12,5 %) ; les deux candidats arrivés en tête du premier tour se maintiennent néanmoins par défaut si un seul ou aucun d'entre eux n'a atteint ce seuil. Au second tour, le candidat arrivé en tête est déclaré élu.
Le seuil de qualification basé sur un pourcentage du total des inscrits et non des suffrages exprimés rend plus difficile l'accès au second tour lorsque l'abstention est élevée. Le système permet en revanche l'accès au second tour de plus de deux candidats si plusieurs d'entre eux franchissent le seuil de 12,5 % des inscrits. Les candidats en lice au second tour peuvent ainsi être trois, un cas de figure appelé « triangulaire ». Les second tours où s'affrontent quatre candidats, appelés « quadrangulaire » sont également possibles, mais beaucoup plus rares.

### Partis et nuances
Les résultats des élections sont publiés en France par le ministère de l'Intérieur, qui classe les partis en leur attribuant des nuances politiques. Ces dernières sont décidées par les préfets, qui les attribuent indifféremment de l'étiquette politique déclarée par les candidats, qui peut être celle d'un parti ou une candidature sans étiquette.
En 2022, seules les coalitions Ensemble (ENS) et Nouvelle Union populaire écologique et sociale (NUP), ainsi que le Parti radical de gauche (RDG), l'Union des démocrates et indépendants (UDI), Les Républicains (LR), le Rassemblement national (RN) et Reconquête (REC) se voient attribuer  une nuance propre,,.
Tous les autres partis se voient attribuer l'une ou l'autre des nuances suivantes : DXG (divers extrême gauche), DVG (divers gauche), ECO (écologiste), REG (régionaliste), DVC (divers centre), DVD (divers droite), DSV (droite souverainiste) et DXD (divers extrême droite). Des partis comme Debout la France ou Lutte ouvrière ne disposent ainsi pas de nuance propre, et leurs résultats nationaux ne sont pas publiés séparément par le ministère, car mélangés avec d'autres partis (respectivement dans les nuances DSV et DXG),.

## Résultats

### Élus
| Circonscription | Député sortant    | Parti | Parti | Groupe | Député élu ou réélu | Parti | Parti    | Groupe |
| --------------- | ----------------- | ----- | ----- | ------ | ------------------- | ----- | -------- | ------ |
| 1re             | Bénédicte Taurine |       | LFI   | LFI    | Bénédicte Taurine   |       | LFI      | LFI    |
| 2e              | Michel Larive     |       | LFI   | LFI    | Laurent Panifous    |       | PS diss. | NI     |

### Résultats à l'échelle du département

#### Résultats par coalition
| Parti et coalition                                           | Parti et coalition                                           | Parti et coalition                         | Premier tour | Premier tour | Premier tour | Second tour   | Second tour   | Second tour | Total Sièges  | +/-           |  |
| Parti et coalition                                           | Parti et coalition                                           | Parti et coalition                         | Voix         | %            | Sièges       | Voix          | %             | Sièges      | Total Sièges  | +/-           |  |
| ------------------------------------------------------------ | ------------------------------------------------------------ | ------------------------------------------ | ------------ | ------------ | ------------ | ------------- | ------------- | ----------- | ------------- | ------------- |  |
|                                                              |                                                              | La France insoumise (LFI)                  | 19 771       | 31,05        | 0            | 27 129        | 49,08         | 1           | 1             | 1             |  |
| Total Nouvelle Union populaire écologique et sociale (NUPES) | Total Nouvelle Union populaire écologique et sociale (NUPES) | 19 771                                     | 31,05        | 0            | 27 129       | 49,08         | 1             | 1           | 1             |               |  |
|                                                              | Rassemblement national (RN)                                  | Rassemblement national (RN)                | 12 915       | 20,28        | 0            |               |               |             | 0             | en stagnation |  |
|                                                              | Dissidents NUPES                                             | Dissidents NUPES                           | 12 715       | 19,97        | 0            | 16 225        | 29,36         | 1           | 1             | Nv            |  |
|                                                              |                                                              | La République en marche (LREM)             | 6 237        | 9,79         | 0            | 11 917        | 21,56         | 0           | 0             | en stagnation |  |
|                                                              | Mouvement démocrate (MoDem)                                  | 4 237                                      | 6,65         | 0            |              |               |               | 0           | Nv            |               |  |
| Total Ensemble (ENS)                                         | Total Ensemble (ENS)                                         | 10 474                                     | 16,45        | 0            | 11 917       | 21,56         | 0             | 0           | en stagnation |               |  |
|                                                              | Reconquête (REC)                                             | Reconquête (REC)                           | 2 405        | 3,78         | 0            |               |               |             | 0             | Nv            |  |
|                                                              |                                                              | Bastir Occitanie (BO)                      | 881          | 1,38         | 0            | 0             | Nv            |             |               |               |  |
| Total Pays unis (PU)                                         | Total Pays unis (PU)                                         | 881                                        | 1,38         | 0            | 0            | Nv            |               |             |               |               |  |
|                                                              | Parti animaliste (PA)                                        | Parti animaliste (PA)                      | 800          | 1,26         | 0            | 0             | Nv            |             |               |               |  |
|                                                              |                                                              | Union des démocrates et indépendants (UDI) | 783          | 1,23         | 0            | 0             | en stagnation |             |               |               |  |
| Total Union de la droite et du centre (UDC)                  | Total Union de la droite et du centre (UDC)                  | 783                                        | 1,23         | 0            | 0            | en stagnation |               |             |               |               |  |
|                                                              | Lutte ouvrière (LO)                                          | Lutte ouvrière (LO)                        | 664          | 1,04         | 0            | 0             | en stagnation |             |               |               |  |
|                                                              |                                                              | Les Patriotes (LP)                         | 472          | 0,74         | 0            | 0             | Nv            |             |               |               |  |
| Total Union pour la France (UPF)                             | Total Union pour la France (UPF)                             | 472                                        | 0,74         | 0            | 0            | en stagnation |               |             |               |               |  |
|                                                              |                                                              | Sans étiquette                             | 2            | 0,00         | 0            | 0             | Nv            |             |               |               |  |
| Total Fédération de la gauche républicaine (FGR)             | Total Fédération de la gauche républicaine (FGR)             | 2                                          | 0,00         | 0            | 0            | Nv            |               |             |               |               |  |
|                                                              | Autres partis                                                | Autres partis                              | 871          | 1,37         | 0            | 0             | en stagnation |             |               |               |  |
|                                                              | Sans étiquette (SE)                                          | Sans étiquette (SE)                        | 928          | 1,46         | 0            | 0             | Nv            |             |               |               |  |
|                                                              |                                                              |                                            |              |              |              |               |               |             |               |               |  |
| Suffrages exprimés                                           | Suffrages exprimés                                           | Suffrages exprimés                         | 63 681       | 96,80        |              | 55 271        | 88,90         |             |               |               |  |
| Votes blancs                                                 | Votes blancs                                                 | Votes blancs                               | 1 308        | 1,99         | 4 353        | 7,00          |               |             |               |               |  |
| Votes nuls                                                   | Votes nuls                                                   | Votes nuls                                 | 800          | 1,22         | 2 549        | 4,10          |               |             |               |               |  |
| Total                                                        | Total                                                        | Total                                      | 65 789       | 100          | 0            | 62 173        | 100           | 2           | 2             | en stagnation |  |
| Abstentions                                                  | Abstentions                                                  | Abstentions                                | 53 693       | 44,94        |              | 57 331        | 47,97         |             |               |               |  |
| Inscrits/Participation                                       | Inscrits/Participation                                       | Inscrits/Participation                     | 119 482      | 55,06        | 119 504      | 52,03         |               |             |               |               |  |

#### Résultats par nuance
| Nuance                 | Nuance                                         | Nuance                 | Premier tour | Premier tour | Premier tour | Second tour | Second tour   | Second tour | Total Sièges | +/-           |  |
| Nuance                 | Nuance                                         | Nuance                 | Voix         | %            | Sièges       | Voix        | %             | Sièges      | Total Sièges | +/-           |  |
| ---------------------- | ---------------------------------------------- | ---------------------- | ------------ | ------------ | ------------ | ----------- | ------------- | ----------- | ------------ | ------------- |  |
|                        | Nouvelle Union populaire écologique et sociale | NUP                    | 19 771       | 31,05        | 0            | 27 129      | 49,08         | 1           | 1            | 1             |  |
|                        | Divers gauche                                  | DVG                    | 13 588       | 21,34        | 0            | 16 225      | 29,36         | 1           | 1            | Nv            |  |
|                        | Rassemblement national                         | RN                     | 12 915       | 20,28        | 0            |             |               |             | 0            | en stagnation |  |
|                        | Ensemble !                                     | ENS                    | 10 474       | 16,45        | 0            | 11 917      | 21,56         | 0           | 0            | en stagnation |  |
|                        | Reconquête                                     | REC                    | 2 405        | 3,78         | 0            |             |               |             | 0            | Nv            |  |
|                        | Divers                                         | DIV                    | 928          | 1,46         | 0            | 0           | en stagnation |             |              |               |  |
|                        | Régionaliste                                   | REG                    | 881          | 1,38         | 0            | 0           | Nv            |             |              |               |  |
|                        | Ecologistes                                    | ECO                    | 800          | 1,26         | 0            | 0           | en stagnation |             |              |               |  |
|                        | Union des démocrates et indépendants           | UDI                    | 783          | 1,23         | 0            | 0           | en stagnation |             |              |               |  |
|                        | Divers extrême gauche                          | DXG                    | 664          | 1,04         | 0            | 0           | en stagnation |             |              |               |  |
|                        | Droite souverainiste                           | DSV                    | 472          | 0,74         | 0            | 0           | en stagnation |             |              |               |  |
|                        |                                                |                        |              |              |              |             |               |             |              |               |  |
| Suffrages exprimés     | Suffrages exprimés                             | Suffrages exprimés     | 63 681       | 96,80        |              | 55 271      | 88,90         |             |              |               |  |
| Votes blancs           | Votes blancs                                   | Votes blancs           | 1 308        | 1,99         | 4 353        | 7,00        |               |             |              |               |  |
| Votes nuls             | Votes nuls                                     | Votes nuls             | 800          | 1,22         | 2 549        | 4,10        |               |             |              |               |  |
| Total                  | Total                                          | Total                  | 65 789       | 100          | 0            | 62 173      | 100           | 2           | 2            | en stagnation |  |
| Abstentions            | Abstentions                                    | Abstentions            | 53 693       | 44,94        |              | 57 331      | 47,97         |             |              |               |  |
| Inscrits/Participation | Inscrits/Participation                         | Inscrits/Participation | 119 482      | 55,06        | 119 504      | 52,03       |               |             |              |               |  |

### Cartes

Nuance politique des candidats arrivés en tête dans chaque commune au 1er tour.
Nuance politique des candidats arrivés en tête dans chaque commune au 2e tour.

### Analyse

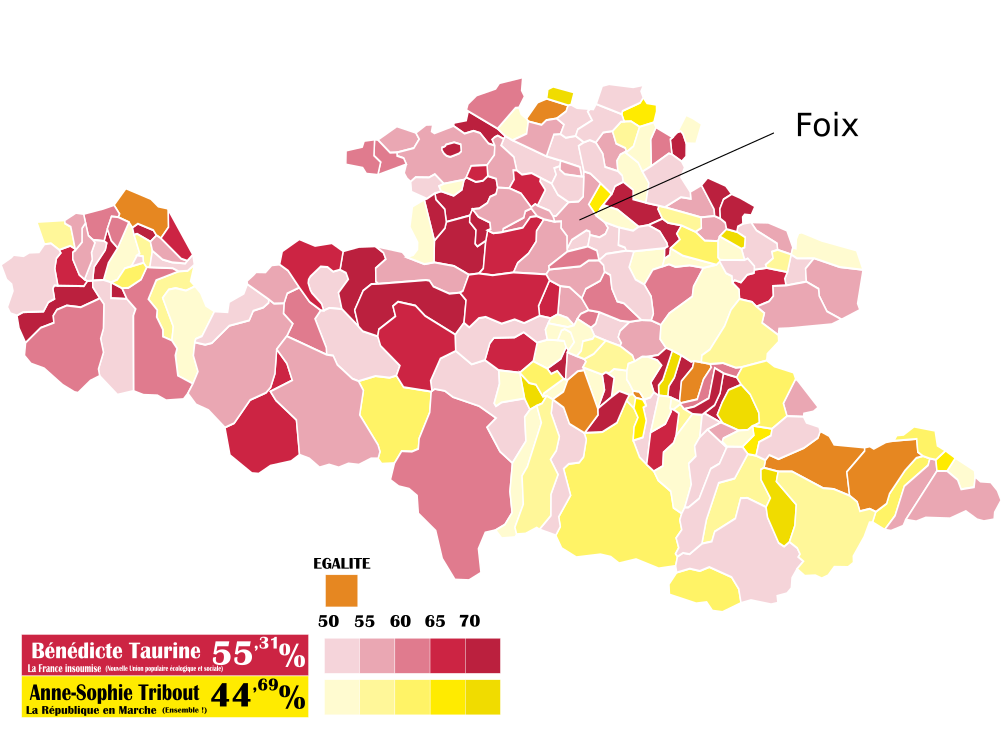
Résultats par commune du second tour dans la première circonscription. On note que la députée Taurine obtient ses meilleurs scores à l'ouest de Foix, alors que la préfecture lui accorde sa confiance à 58 % de ses voix. On observe que si les deux candidates obtiennent toutes deux la majorité dans un certain nombre de villages à l'est du secteur, l'ouest semble particulièrement acquis à Bénédicte Taurine.

Au cours de ces élections législatives, l'Ariège a à nouveau l'occasion de montrer son orientation à gauche mais on note un fait politique relativement rare en Ariège : ce n'est que la troisième fois sous la cinquième république que les Ariégeois ne s'accordent pas sur la couleur politique de leurs deux députés. 
Le changement ne provient pas cette fois du secteur de Foix, qui comme celui de Pamiers, avait accordé son siège aux insoumis en 2017. La députée sortante, Bénédicte Taurine, emporte les deux tours sans difficulté majeure, avec 13 puis plus de 10 points d'avance sur son opposante marcheuse, Anne-Sophie Tribout, conseillère municipale fuxéenne d'opposition. Le même duel, en termes de partis politiques, avait produit un résultat beaucoup plus serré en 2017, face à Jérôme Azéma, cette fois candidat suppléant d'En Marche. On note également que si Jérôme Azema était alors arrivé en tête avec 31 %, En Marche perd 3 000 voix en cinq ans et sa candidate frôle à huit voix près l'élimination au premier tour face au représentant du RN qui, lui, fait gagner environ 2 500 voix à son camp. Ces deux candidats devancent une quatrième candidate, qui parvient à faire un score conséquent sans inquiéter particulièrement la sortante. Il s'agit de la socialiste dissidente de la NUPES, Martine Froger, élue du village d'Alzen et suppléante du sénateur Jean-Jacques Michau. Si cette candidature, soutenue par le PS ariégeois et Carole Delga, présidente d'Occitanie, n'est pas ici couronnée de succès, ce n'est pas le cas pour l'autre siège du département.
Le secteur de Pamiers élit en effet Laurent Panifous, dissident socialiste pour des raisons similaires à Martine Froger. Le maire du Fossat parvient, comme Anne-Sophie Tribout, à devancer de peu la candidate du RN au premier tour pour affronter au second le député sortant, Michel Larive, qui a près de 7 points d'avance. Cependant, contrairement à la candidate marcheuse à Foix, Laurent Panifous parvient à rattraper son retard pour être élu confortablement face au député sortant. Michel Larive est ainsi le seul sortant insoumis battu nationalement. Le socialiste pouvait notamment compter sur le soutien, au second tour, de la majorité présidentielle, représentée au premier par un candidat MoDem arrivé en quatrième position. Laurent Panifous signe le retour des socialistes au sein de la délégation ariégeoise à l'Assemblée, cinq ans après en avoir été chassé pour la première fois depuis les années 1920.

### Résultats par circonscription

#### Première circonscription
Députée sortante : Bénédicte Taurine (La France insoumise).
| Candidat                 | Candidat                 | Parti et coalition       | Nuance                   | Premier tour | Premier tour | Second tour | Second tour |
| Candidat                 | Candidat                 | Parti et coalition       | Nuance                   | Voix         | %            | Voix        | %           |
| ------------------------ | ------------------------ | ------------------------ | ------------------------ | ------------ | ------------ | ----------- | ----------- |
|                          | Bénédicte Taurine        | LFI (NUPES)              | NUP                      | 10 347       | 33,12        | 14 746      | 55,31       |
|                          | Anne-Sophie Tribout      | LREM (ENS)               | ENS                      | 6 237        | 19,96        | 11 917      | 44,69       |
|                          | Jean-Marc Garnier        | RN                       | RN                       | 6 229        | 19,94        |             |             |
|                          | Martine Froger,          | PS diss.                 | DVG                      | 5 647        | 18,08        |             |             |
|                          | François-Xavier Jossinet | REC                      | REC                      | 1 134        | 3,63         |             |             |
|                          | Yannick Lomré            | LP (UPF)                 | DSV                      | 472          | 1,51         |             |             |
|                          | Gisèle Lapeyre           | LO                       | DXG                      | 420          | 1,34         |             |             |
|                          | Renaud Fabart            | PA                       | ECO                      | 413          | 1,32         |             |             |
|                          | Jean-Pierre Salvat       | BO (PU)                  | REG                      | 339          | 1,09         |             |             |
|                          | Claire Couly             | SE (FGR)                 | DVG                      | 2            | 0,01         |             |             |
|                          |                          |                          |                          |              |              |             |             |
| Votes valides            | Votes valides            | Votes valides            | Votes valides            | 31 240       | 96,35        | 26 663      | 87,51       |
| Votes blancs             | Votes blancs             | Votes blancs             | Votes blancs             | 709          | 2,18         | 2 408       | 7,90        |
| Votes nuls               | Votes nuls               | Votes nuls               | Votes nuls               | 475          | 1,47         | 1 399       | 4,59        |
| Total                    | Total                    | Total                    | Total                    | 32 424       | 100          | 30 470      | 100         |
| Abstention               | Abstention               | Abstention               | Abstention               | 25 041       | 43,58        | 27 002      | 46,98       |
| Inscrits / participation | Inscrits / participation | Inscrits / participation | Inscrits / participation | 57 465       | 56,42        | 57 472      | 53,02       |

Le résultat du premier tour, très serré entre les candidats arrivés en deuxième et troisième place, fait l'objet d'un recours de la part du Rassemblement national. Des élections partielles sont organisées en 2023 aboutissant à l’élection de Martine Froger au second tour face à Bénédicte Taurine.

#### Deuxième circonscription
Député sortant : Michel Larive (La France insoumise).
| Candidat                 | Candidat                       | Parti et coalition       | Nuance                   | Premier tour | Premier tour | Second tour | Second tour |
| Candidat                 | Candidat                       | Parti et coalition       | Nuance                   | Voix         | %            | Voix        | %           |
| ------------------------ | ------------------------------ | ------------------------ | ------------------------ | ------------ | ------------ | ----------- | ----------- |
|                          | Michel Larive                  | LFI (NUPES)              | NUP                      | 9 424        | 29,05        | 12 383      | 43,29       |
|                          | Laurent Panifous,              | PS diss.                 | DVG                      | 7 068        | 21,79        | 16 225      | 56,71       |
|                          | Bérengère Carrié               | RN                       | RN                       | 6 686        | 20,61        |             |             |
|                          | Rémi Dutrenois                 | MoDem (ENS)              | ENS                      | 4 237        | 13,06        |             |             |
|                          | Alexandra Tarrieux-Antranikian | REC                      | REC                      | 1 271        | 3,92         |             |             |
|                          | Yann de Kérimel                | SE                       | DIV                      | 928          | 2,86         |             |             |
|                          | Patrick Laffont                | EA                       | DVG                      | 871          | 2,68         |             |             |
|                          | Paul Afonso                    | UDI (UDC)                | UDI                      | 783          | 2,41         |             |             |
|                          | Enzo Garcia                    | BO (PU)                  | REG                      | 542          | 1,67         |             |             |
|                          | Quentin Charoy                 | PA                       | ECO                      | 387          | 1,19         |             |             |
|                          | Théodora Testard               | LO                       | DXG                      | 244          | 0,75         |             |             |
|                          |                                |                          |                          |              |              |             |             |
| Votes valides            | Votes valides                  | Votes valides            | Votes valides            | 32 441       | 97,23        | 28 608      | 90,24       |
| Votes blancs             | Votes blancs                   | Votes blancs             | Votes blancs             | 599          | 1,80         | 1 945       | 6,14        |
| Votes nuls               | Votes nuls                     | Votes nuls               | Votes nuls               | 325          | 0,97         | 1 150       | 3,63        |
| Total                    | Total                          | Total                    | Total                    | 33 365       | 100          | 31 703      | 100         |
| Abstention               | Abstention                     | Abstention               | Abstention               | 28 652       | 46,20        | 30 329      | 48,89       |
| Inscrits / participation | Inscrits / participation       | Inscrits / participation | Inscrits / participation | 62 017       | 53,80        | 62 032      | 51,11       |